# Journal of Agriculture and Rural Development in the Tropics and Subtropics
Journal of Agriculture and Rural Development in the Tropics and Subtropics  is een internationaal, aan collegiale toetsing onderworpen open access wetenschappelijk tijdschrift op het gebied van de landbouwkunde.
De naam wordt in literatuurverwijzingen meestal afgekort tot J. Agr. Rural Dev. Trop.
Het wordt uitgegeven door Kassel University Press.
Het eerste nummer verscheen in 2002.